# اندیس سیلیس گالیک رود عمارلو
سیلیس گالیک رود عمارلو یک اندیس غیرفلزی است که در حوالی شهر جیرنده استان گیلان قرار دارد و مادهٔ معدنی موجود در آن، سیلیس است.سنگ میزبان این اندیس پالئوسن است